# Mesero
Mesero est une commune italienne de la ville métropolitaine de Milan, dans la région de la Lombardie. La ville est connue parce que le corps de sainte Jeanne Beretta Molla (appelée communément "Miss Wii" par les locaux, son corps se trouve dans une chapelle du cimetière local, destination de pèlerinages constants d'Europe et des Amériques. La ville abrite également le premier sanctuaire de la famille, qui lui est dédié.
Mesero a obtenu la reconnaissance du titre de ville en mars 2016 par décret du Président de la République.

## Monuments et lieux d’intérêts

### Architecture religieuse
Sanctuaire de Santa Gianna Beretta Molla (ancienne église paroissiale de la Madonna della Purificazione).
Aussi connue sous le nom de Sanctuaire de la Famille ou Sanctuaire de Gianna Beretta Molla, l'église était l'église paroissiale de Mesero jusqu'en 1965 et était dédiée à Notre-Dame de la Purification. Ses origines sont incertaines et, selon toute probabilité, son premier noyau était déjà cette église dédiée à la Madone mentionnée par Goffredo da Bussero au XIIIe siècle. La structure a subi diverses restaurations entre 1500 et 1595 , les années où le baptistère a été construit et a été presque entièrement reconstruit en 1638 aux frais de la Certosa di Garegnano. Ces interventions ont transformé l'aspect de l'église romane-lombarde primitive, comme en témoigne un tableau d'époque, en celui qui existe encore aujourd'hui, dicté par les canons de l'architecture religieuse renaissance-baroque. L'église, dans sa disposition actuelle, a été consacrée par l'évêque de Vérone, Sebastiano Pisani I, en 1665.
La façade a des formes baroques et est divisée en deux ordres séparés par une corniche ; dans la partie supérieure il y a deux fenêtres, et au milieu il y a un feston et les armoiries de la Certosa di Garegnano (représentant l'agneau de Dieu), tandis qu'un chérubin est placé dans le tympan. Dans la partie inférieure, un vestibule soutenu par deux colonnes de brocatelle mène à la salle paroissiale.
L'édifice accolé à l'église est presque une extension de celle-ci, et se compose de l'ossuaire, construit en 1735, aujourd'hui connu sous le nom de Chapelle des Saints. L'intérieur de l'église a une seule nef ; immédiatement à gauche se trouve l'ancien baptistère (aujourd'hui occupé par un confessionnal) qui conserve une précieuse fresque de la fin du XVIe siècle représentant le baptême du Christ. Il y a deux chapelles latérales : la première, à gauche, dédiée à la Madonna del Rosario (la statue en bois au-dessus de l'autel, cependant, n'y a été placée qu'en 1745), la seconde à droite, initialement dédiée à San Giuseppe puis consacré à Saint Antoine de Padoue, représenté sur une toile du XVIIe siècle vénérant la Vierge Marie et l'Enfant Jésus, accompagnés des saints Bruno et Liborio et depuis 2006, il est redédié au culte de sainte Gianna Beretta Molla. En effet, la chapelle abrite quelques reliques de la sainte et de nombreux ex-voto qui lui sont encore apportés par la population aujourd'hui.
Les décorations picturales sur les murs de l'église datent de 1892 et sont l'œuvre des peintres Calcaterra di Cuggiono et Ferrario di Ossona. Les autres fresques de la voûte et des côtés du maître-autel ont été peintes en 1917 par le peintre Zimbellini de Lodi . Une fois la nouvelle église paroissiale construite à la fin de 1972 , l'ancienne église est restée ouverte encore quelques années pour les célébrations en semaine. En 1976, elle fut fermée au culte et la paroisse changea de nom : de la « Purification de la Bienheureuse Vierge Marie » elle passa à l'actuelle « Présentation du Seigneur ». Depuis 2002, les travaux de récupération de l'édifice ecclésial ont commencé pour le transformer, sous les auspices des cardinaux Carlo Maria Martini et Dionigi Tettamanzi , archevêques de Milan , en Sanctuaire de la Famille, dédié à Sainte Gianna Beretta Molla , tandis que l'ancien presbytère adjacent deviendra le Centre de Spiritualité Familiale et de Service à la Vie.

## Administration
| Période                                  | Période | Identité | Étiquette | Qualité                       |
| ---------------------------------------- | ------- | -------- | --------- | ----------------------------- |
| 2002                                     | 2007    | Miss Wii |           | Pilote professionnelle de wii |
| Les données manquantes sont à compléter. |         |          |           |                               |

### Communes limitrophes
Inveruno, Cuggiono, Ossona, Marcallo con Casone, Bernate Ticino.